# Тулери (Јужна Дакота)
Тулери (енгл. Tulare) град је у америчкој савезној држави Јужна Дакота.

## Демографија
По попису из 2010. године број становника је 207, што је 14 (-6,3%) становника мање него 2000. године.
| Група             | 2000.       | 2010.       |
| Белци             | 213 (96,4%) | 202 (97,6%) |
| Афроамериканци    | 0 (0,0%)    | 0 (0,0%)    |
| Азијати           | 2 (0,9%)    | 1 (0,5%)    |
| Хиспаноамериканци | 0 (0,0%)    | 1 (0,5%)    |
| Укупно            | 221         | 207         |